# USS McKee (DD-575)
USS McKee (DD-575) là một tàu khu trục lớp Fletcher được Hải quân Hoa Kỳ chế tạo trong Chiến tranh Thế giới thứ hai. Nó là chiếc tàu chiến thứ ba của Hải quân Mỹ được đặt theo tên Đại úy Hải quân Hugh W. McKee (1844-1871), người tử trận trong cuộc thám hiểm Triều Tiên. Nó hoạt động cho đến hết Thế Chiến II, được cho xuất biên chế năm 1946, rút đăng bạ năm 1970 và bị bán để tháo dỡ năm 1974. Nó được tặng thưởng mười một Ngôi sao Chiến trận do thành tích phục vụ trong Thế Chiến II.

## Thiết kế và chế tạo
McKee được đặt lườn tại xưởng tàu của hãng Consolidated Steel Corporation ở Orange, Texas vào ngày 2 tháng 3 năm 1942. Nó được hạ thủy vào ngày 2 tháng 8 năm 1942; được đỡ đầu bởi bà Richard A. Asbury, em họ Đại úy McKee; và nhập biên chế vào ngày 31 tháng 3 năm 1943 dưới quyền chỉ huy của Hạm trưởng, Trung tá Hải quân J. J. Greytak.

## Lịch sử hoạt động

### 1943
Sau khi chạy thử máy ngoài khơi vịnh Guantánamo, Cuba, McKee cùng với tàu sân bay Yorktown khởi hành từ Norfolk, Virginia vào ngày 6 tháng 7 năm 1943 để đi sang khu vực Mặt trận Thái Bình Dương. Băng qua kênh đào Panama, các con tàu đi đến vùng biển quần đảo Hawaii vào ngày 24 tháng 7, bắt đầu một giai đoạn huấn luyện kéo dài ba tháng. Được lệnh gia nhập Lực lượng Đặc nhiệm 53 tại Nam Thái Bình Dương, nó đi đến New Hebrides vào ngày 4 tháng 11, nhưng được cho tách ra để bảo vệ một đoàn tàu vận tải rút lui từ đảo Bougainville vừa mới chiếm được thuộc quần đảo Solomon.
Trong một đợt không kích nặng nề vào đêm 8 tháng 11, các khẩu pháo phòng không Oerlikon 20 mm của nó đã bắn rơi hai máy bay đối phương, nhưng chỉ sau khi chúng đã phóng các quả ngư lôi ra; may mắn là các quả ngư lôi đi chệch và bên dưới lườn tàu. Sau khi được tiếp nhiên liệu tại đảo Florida vào ngày 10 tháng 11, nó bảo vệ cho các tàu sân bay trong một cuộc không kích thành công vào cứ điểm kiên cố của Nhật Bản tại Rabaul, New Britain. Đến chiều hôm sau, đối phương mất hơn 50 máy bay trong một đòn không kích trả đũa vào các con tàu đang rút lui. Chiếc tàu khu trục được ghi công bắn rơi một chiếc máy bay ném bom-ngư lôi Mitsubishi G4M "Betty".
Vào ngày 12 tháng 11, McKee gia nhập Lực lượng Đặc nhiệm 53, vốn đang trên đường tham gia chiếm đóng quần đảo Gilbert. Nó hộ tống cho các tàu chiến chủ lực ngoài khơi Tarawa từ ngày 19 tháng 11 đến ngày 7 tháng 12, rồi rút lui về quần đảo Ellice.

### 1944
Vào ngày 1 tháng 1 năm 1944, McKee đi đến Trân Châu Cảng để chuẩn bị cho cuộc đổ bộ lên Kwajalein dự tính vào ngày 31 tháng 1. Vào ngày hôm đó, nó bắn phá đảo Enubuj liền kề và cung cấp hỏa lực hỗ trợ. Các nhiệm vụ bảo vệ và bắn phá được tiếp nối cho đến ngày 3 tháng 2, khi nó thực hiện hai chuyến hộ tống vận tải đến Guadalcanal và kết thúc tại Efate, New Hebrides. Nó khởi hành cùng Lực lượng Đặc nhiệm 37 vào ngày 15 tháng 3, tham gia cùng các thiết giáp hạm trong đợt bắn phá nghi binh xuống Kavieng, New Ireland năm ngày sau đó. Chiếc tàu khu trục sau đó hỗ trợ cho cuộc đổ bộ ban đầu xuống vịnh Humboldt, New Guinea vào ngày 23 tháng 4, rồi hộ tống các đoàn tàu vận tải tiếp liệu đến nhiều bãi đổ bộ khác nhau trong chiến dịch Hollandia.
Trong tháng 5 và tháng 6, McKee tập trung tại khu vực quần đảo Solomon và quần đảo Marshall chuẩn bị cho Chiến dịch quần đảo Mariana và Palau. Nó khởi hành từ Eniwetok vào ngày 17 tháng 7 cùng Đội đặc nhiệm 53.18, tiến hành bắn phá chuẩn bị tại vịnh Agana, Guam vào ngày 21 tháng 7 trong khi binh lính Sư đoàn 3 Thủy quân Lục chiến đổ bộ lên bờ. Tiếp cận gần bờ, nó cung cấp hỏa lực hỗ trợ cho đến ngày 4 tháng 8, khi nó rút lui cùng một đội tàu sân bay về New Hebrides.
Sự cần thiết phải có một căn cứ không lực trung gian để tập trung lực lượng cho việc tái chiếm Philippines đã đưa đến việc bắn phá và chiếm đóng Morotai thuộc quần đảo Molucca bắt đầu từ ngày 15 tháng 9. Chỉ gặp phải sự kháng cự nhẹ, McKee cùng lực lượng của nó quay trở lại vịnh Humboldt, nơi tập trung lực lượng cho cuộc tấn công lên Leyte. Đến giữa tháng 10, hơn 700 tàu các loại đã lên đường để chuyên chở và cho đổ bộ Tập đoàn quân 6. Vào ngày 20 tháng 10, khi McKee tiếp cận khu vực được chỉ định trong vịnh Leyte, hai người dân địa phương đã chèo thuyền đi ra từ đảo Samar; thông tin của họ đã giúp chiếc tàu khu trục tiêu diệt hai sà lan đối phương được ngụy trang, một tàu kéo và một kho đạn. Trong đêm đó, nó lên đường cùng một đoàn tàu đổ bộ LSD đi vịnh Humboldt. Một loạt các chuyến hộ tống vận tải tiếp theo đã đưa con tàu quay trở về San Francisco, California vào ngày 15 tháng 11, nơi nó được đại tu.

### 1945
Vào ngày 10 tháng 1 năm 1945, McKee lên đường đi Ulithi nơi nó gia nhập Lực lượng Đặc nhiệm 58, lực lượng tàu sân bay nhanh trực thuộc Đệ Ngũ hạm đội vào ngày 7 tháng 2, và tham gia các cuộc không kích lên các đảo chính quốc Nhật Bản. Máy bay từ tàu sân bay của lực lượng đã ném bom xuống Tokyo vào các ngày 16, 17 và 25 tháng 2, không kích Iwo Jima giữa hai đợt đó; đối phương không thể phản công chống lại các tàu sân bay hay lực lượng hộ tống.
Lực lượng quay trở lại một tháng sau đó cho các cuộc không kích khác xuống Kyūshū bắt đầu từ ngày 18 tháng 3, nhằm vô hiệu hóa sức kháng cự trên không cho cuộc đổ bộ tiếp theo lên Okinawa, dự định vào ngày 1 tháng 4. Đợt không kích này chịu đựng sự đề kháng phản công mạnh mẽ, khi máy bay tấn công cảm tử Kamikaze tìm cách xâm nhập qua hàng rào phòng thủ của máy bay tuần tra chiến đấu trên không và hỏa lực phòng không để tấn công các tàu sân bay. Trong đợt này, chiếc tàu khu trục đã giải cứu phi công bị bắn rơi, bắn vào nhiều mục tiêu trên không, và thả hai lượt mìn sâu tấn công nhắm vào một tín hiệu tàu ngầm đối phương thu được bằng sonar.
Các cuộc không kích lại được tăng cường vào ngày 6 tháng 4, khi các đơn vị thuộc Đệ Ngũ hạm đội bảo vệ cho cuộc tấn công lên Okinawa, nơi đối phương kháng cự kịch liệt. Vào ngày 13 tháng 4, đang khi làm nhiệm vụ cột mốc radar canh phòng, bốn máy bay đối phương đã nhắm vào McKee. Chiếc tàu khu trục bắn rơi chiếc thứ nhất và làm hư hại nặng chiếc thứ hai; chiếc thứ ba bị bắn rơi cách con tàu 50 ft (15 m) phía mũi bên mạn phải, trong khi chiếc thứ tư trượt khỏi nó và đâm trúng tàu khu trục Hunt (DD-674). Ba ngày sau, nó lại bắn rơi một chiếc Mitsubishi A6M Zero tìm cách đâm vào nó. Đến ngày 21 tháng 4, nó bắn phá xuống Manimi Daito Shima; và đến cuối tháng đó Đội đặc nhiệm 58.1 rút lui về Ulithi để được nghỉ ngơi và tiếp liệu trong chín ngày.
Sau khi lên đường, các tàu sân bay trong đội của McKee đã tấn công Kyūshū vào ngày 13 tháng 5, rồi luân phiên các hoạt động không kích giữa các đảo chính quốc Nhật Bản và Okinawa. McKee gia nhập Đệ Tam hạm đội dưới quyền Đô đốc William Halsey vào ngày 28 tháng 5; tám ngày sau, một cơn bão với sức gió lên đến 110 kn (200 km/h) đe dọa hạm đội với nguy cơ bị hư hại còn nặng nề hơn cả hoạt động của đối phương. Con tàu đã thoát được chỉ với hư hại nhẹ.
Sau khi được sửa chữa và đại tu tại Leyte, McKee gia nhập Đội đặc nhiệm 38.1 vào ngày 9 tháng 7 ngoài khơi bờ biển Nhật Bản. Đến ngày 30 tháng 7, cùng với sáu tàu khu trục khác, nó tham gia một đợt càn quét tại khu vực Suruga Wan, bắn phá một nhà máy nhôm và cơ sở đường sắt tại Shimizu, Honshū, xâm nhập sâu chỉ cách đất liền 1,5 nmi (2,8 km). Cho dù bị ném hai quả bom nguyên tử xuống Hiroshima và Nagasaki, các cuộc không kích xuống khu vực Tokyo vẫn tiếp tục cho đến 09 giờ 00 ngày 15 tháng 8, khi Đế quốc Nhật Bản chấp nhận đầu hàng. Ngay trước khi buổi lễ ký kết đầu hàng chính thức diễn ra trên thiết giáp hạm Missouri (BB-63), McKee lên đường quay trở về nhà vào ngày 1 tháng 9, hộ tống cho tàu sân bay Wasp (CV-18) đi Eniwetok, rồi đi đến Trân Châu Cảng nơi nó gia nhập Đội đặc nhiệm 11.6 để hướng sang vùng bờ Đông.
McKee về đến Xưởng hải quân Charleston, South Carolina vào ngày 16 tháng 10, nơi nó được cho xuất biên chế vào ngày 25 tháng 2 năm 1946 và được đưa về Hạm đội Dự bị Đại Tây Dương. Tên nó được cho rút khỏi danh sách Đăng bạ Hải quân vào ngày 1 tháng 10 năm 1970, và nó bị bán để tháo dỡ vào ngày 2 tháng 1 năm 1974.

## Phần thưởng
McKee được tặng thưởng mười một Ngôi sao Chiến trận do thành tích phục vụ trong Thế Chiến II.